# Ashtray Heart
Ashtray Heart est une chanson du groupe de rock Placebo. Il s'agit de la deuxième piste et du second single officiel de l'album Battle for the Sun excepté au Royaume-Uni et en Norvège où The Never-Ending Why fut choisi en guise de deuxième extrait.
Ashtray Heart est une référence à un titre de Captain Beefheart mais également le nom sujet à polémique qu'aurait brièvement porté Placebo à ses débuts.

## Le single Ashtray Heart
Singles de Placebo
The Never-Ending Why Bright Lights
Pistes de Battle for the Sun
Kitty Litter Battle for the Sun
Ashtray Heart est sorti en single le 21 septembre 2009 dans le monde entier, hormis au Royaume-Uni et en Norvège.
C'est le premier morceau réalisé sous le nom Placebo et écrit sans Stefan Olsdal. Brian Molko explique qu'il l'a écrit avec des amis (Steve Ludwin et Jordan Page) dans le but de le vendre à d'autres artistes mais qu'il a finalement décidé d'en faire un titre de Placebo. Brian Molko reste cependant la seule personne créditée pour la composition d'Ashtray Heart. « Ashtray Heart » se traduit par « Cœur cendrier », c'est-à-dire « quelqu'un qui se laisse piétiner émotionnellement », comme l'explique Brian Molko dans Rock & Folk.

### Liste des titres du single
- Liste des titres du cd

1. Ashtray Heart
2. Fuck U  (reprise de Archive)
3. For what it's Worth (Losers remix)

- Liste des titres du téléchargement numérique iTunes

1. Ashtray Heart
2. Fuck U (reprise de Archive)
3. Hardly Wait (reprise de PJ Harvey)
4. For what it’s Worth (Losers remix)
5. Ashtray Heart (video)

## La polémique Ashtray Heart
Ashtray Heart aurait été le nom porté en 1994 par Brian Molko et Stefan Olsdal avant qu'ils se rebaptisent Placebo lorsque le groupe devient un trio en octobre 1994 avec l'arrivée de Robert Schultzberg en tant que batteur. C'est durant cette période qu'ont été ébauchées les premières maquettes du groupe.
La parution du titre Ashtray Heart sur l'album Battle for the Sun en 2009 pousse les journalistes à questionner le groupe sur cette dénomination au sujet de laquelle il reste très ambiguë et contradictoire. En effet, Brian Molko affirme en 2009 dans un entretien télévisé qu'il ne se souvient pas personnellement avoir donné le nom Ashtray Heart à la formation de l'époque en ajoutant que de nombreux noms ont été utilisés à leurs débuts, et qu'il est donc possible que ce nom en ait fait partie, mais sans qu'il ait eu une réelle importance. Il a pourtant déclaré dans une précédente émission que le groupe a effectivement porté ce nom durant deux ou trois semaines.
De 1994 à 2009, Placebo n'avait encore jamais démenti cette appellation pourtant largement mentionnée. Entre autres, le numéro du Melody Maker de septembre 1996 y fait allusion, ainsi que l'ouvrage de Sébastien Michaud intitulé Placebo-Des cadences et des mots. De plus, dans les scènes coupées du documentaire The Death Of Nancy Boy accompagnant l'album Meds, Steve Hewitt déclare « Notre premier groupe s'appelait Ashtray Heart ». Ces contradictions répétées et la coïncidence avec le titre de la deuxième piste de Battle for the Sun laissent planer le doute sur ce démenti. Cependant ce démenti pourrait être expliqué par le fait que Brian Molko ne souhaite pas que l'on voit dans le morceau Ashtray heart une quelconque allusion à cette période de la carrière de Placebo et en effet, le texte n'y est clairement pas lié.